# Грузинская мечта
«Грузинская мечта» (полностью — «Грузинская мечта — Демократическая Грузия», груз. ქართული ოცნება–დემოკრატიული საქართველო «Картули оцнэба — Дэмократиули Сакартвэло») — правящая политическая партия Грузии с 2012 года по настоящее время. Была основана 7 мая 2012 года грузинским бизнесменом Бидзиной Иванишвили. «Грузинская мечта» была главным соперником партии «Единое национальное движение» на парламентских выборах в 2012 году.
Основой для создания объединения послужило политическое движение «Грузинская мечта», созданное в декабре 2011 года Иванишвили как платформа для политической деятельности. В связи с лишением Иванишвили грузинского гражданства объединение формально возглавила Манана Кобахидзе. В состав «Грузинской мечты» вошли такие знаменитости, как политик Созар Субари, экс-дипломат Тедо Джапаридзе, гроссмейстер Зураб Азмайпарашвили и футболист Каха Каладзе.
По итогам парламентских выборов, прошедших в Грузии 1 октября 2012 года, избирательный блок Грузинская мечта — Демократическая Грузия получил свыше половины мест в парламенте Грузии.
В 2013 году, по итогам Президентских выборов, кандидат от объединения Георгий Маргвелашвили был избран Президентом Грузии.
В 2018 году, по итогам следующих президентских выборов страну возглавила независимый кандидат Саломе Зурабишвили, бывший лидер партии «Путь Грузии» (2006—2010), которая, однако, пользовалась на президентских выборах поддержкой партии «Грузинская мечта», поэтому партия сохранила статус правящей.

## История

### Общественное движение
Российский бизнесмен грузинского происхождения Бидзина Иванишвили в начале октября 2011 года объявил об уходе из бизнеса в политику. Вскоре после объявления о своих политических амбициях он был лишен грузинского гражданства на законных основаниях, так как Иванишвили получил ещё и французское гражданство, что согласно действовавшему на тот момент закону, автоматически влекло отказ от грузинского. Также, согласно закону, лицо без гражданства не имело права на участие в выборах в Грузии, поэтому Иванишвили нашёл выход в создании общественного движения. В начале ноября того же года было объявлено о создании нового общественного движения «Грузинская мечта». Согласно предварительной информации, возглавить движение должен был сам Иванишвили, а презентация движения была запланирована на 25 ноября в Тбилисском большом концертном зале. Однако незадолго до намеченной даты было объявлено о переносе даты проведения презентации «из-за искусственно созданных препятствий». Официальной причиной была названа невозможность получения подходящей площадки для проведения мероприятия. В итоге, презентация «Грузинской мечты» состоялась 11 декабря 2011 года в зале Тбилисской госфилармонии. Как сообщали СМИ, презентацию посетило несколько тысяч человек. На мероприятии Каха Каладзе объявил о том, что покидает пост капитана грузинской сборной и присоединяется к новому движению.
Головной офис нового движения сначала планировалось открыть во «Дворце царя Ростома», расположенном в центре Тбилиси, но поскольку здание не успело войти в эксплуатацию, то офис был открыт в бывшем Доме журналистов, расположенном на площади Эрекле Второго. Региональные офисы планировалось начать открывать сразу после проведения презентации движения.
В январе 2012 года движение попало под наблюдение Службы финансового мониторинга политических партий при Контрольной палате Грузии (созданной накануне запроса финансового отчёта) поскольку, по словам главы службы мониторинга Натии Могеладзе, «Грузинская мечта» изначально декларировалась как политически активная общественная организация, то её деятельность попала под действие закона «О политических объединениях граждан». В соответствии с законом, движению предписывалось наряду с ещё 210 политическими партиями предоставить финансовый отчёт. Однако на следующий день координатор движения Майя Панджикидзе объявила о том, что, во-первых, «Грузинская мечта» ещё не получала письма от Контрольной палаты, а, во-вторых, о своих политических целях объявил Иванишвили, а не само движение. Тем не менее, она объявила о готовности движения сотрудничать с Контрольной палатой. Через несколько дней движение потребовало от Службы финансового мониторинга политических партий при Контрольной палате Грузии обнародовать все документы и акты, подтверждающие, что движение публично заявляло о политических целях и задачах, на основе чего её обязали представить финансовую декларацию.
В ответ Могеладзе пояснила, что подведомственная ей служба мониторинга финансирования политических партий самостоятельно сочла «Грузинскую мечту» как «организацию с политическими целями и задачами». Это вызвало возмущение представителей движения. Вместе с финансовым отчётом адвокаты движения отправили письмо с запросом официальных разъяснений по текущей ситуации и полномочиях службы мониторинга. Также недовольство представителей движения вызвала публикация на официальном сайте службы мониторинга информации о финансовой деятельности движения, «полученной из альтернативных источников», а по сути представлявшей сведения о зарплатах экспертов и политиков, сотрудничавших с «Грузинской мечтой».

### После парламентских выборов

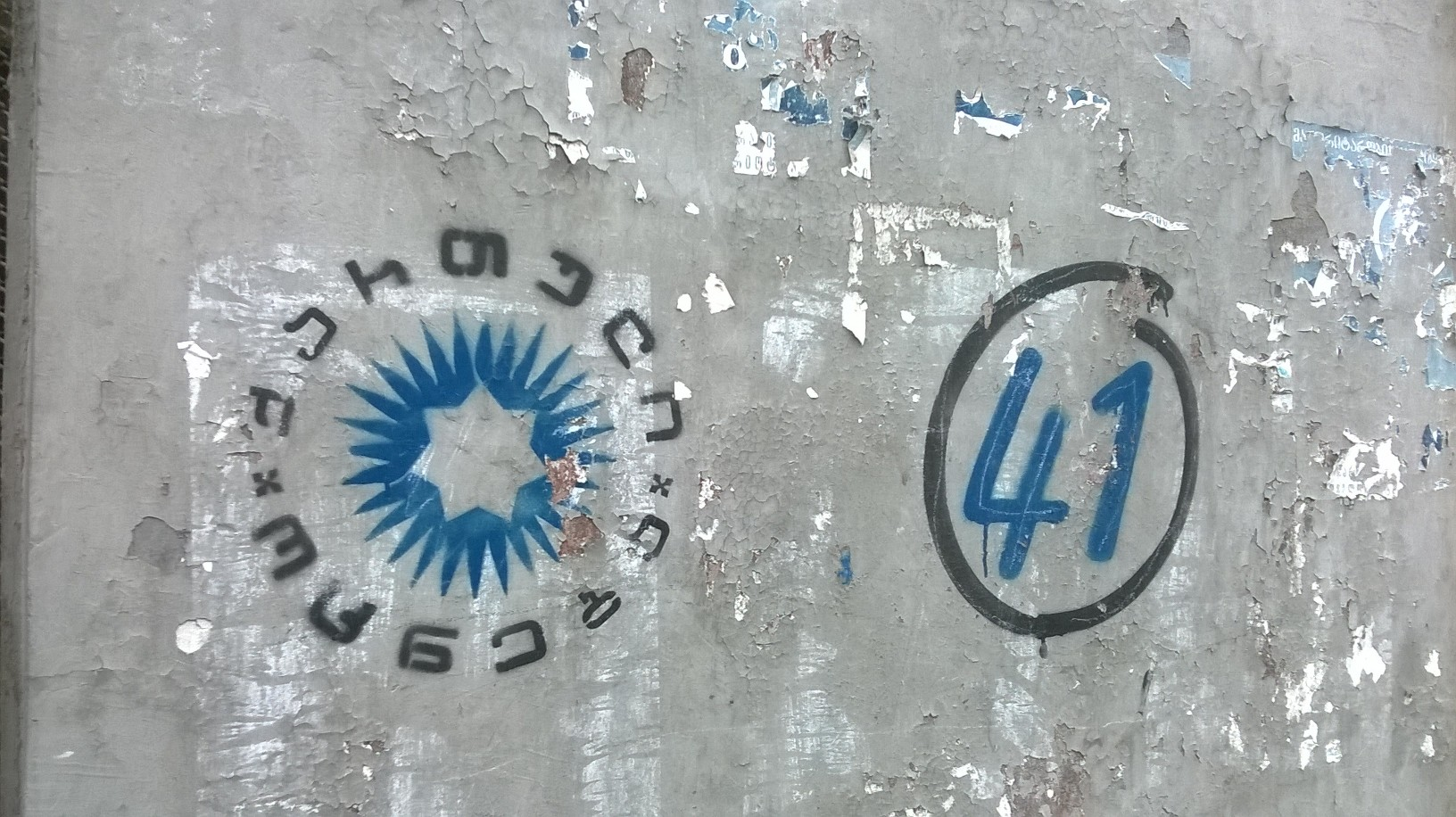
Предвыборная кампания: граффити партии Грузинская мечта, Тбилиси, 2016

В январе 2013 года было объявлено о подготовке к созданию на местах региональных организаций партии; официальное пояснение гласило, что до этого момента «партия работала в режиме коалиции», а теперь начинается «усиление партийных структур».

## Идеология
На презентации «Грузинской мечты» как общественного движения Иванишвили объявил, что «общественное движение станет силой, которая будет контролировать власть»,
однако позиция по многим вопросам совпадала с позицией правящей на тот момент партии «Единое национальное движение»: в частности, «восстановление территориальной целостности», «внедрение западных ценностей», а также вхождение в состав ЕС и НАТО. В качестве социальной составляющей программы движения было объявлено о борьбе с безработицей и повышении благосостояния населения Грузии.

## Критика
«Грузинская мечта» и её основатель Бидзина Иванишвили часто обвинялись в пророссийской позиции со стороны грузинской оппозиции, аналитиков и международных СМИ, поскольку партия стремится к прагматичным отношениям с Россией.
Валерия Новодворская о партии «Грузинская мечта», обращаясь к грузинам:
«Я вас просто предупреждаю, что вы дождетесь очень плохих времен, допуская эту сбычу мечт грузинских, вернее российских имперских мечт о том, чтобы все пришли обратно, как бычок на веревочке, допуская до полного беззакония и беспредела.»
Согласно опросу Caucasus Research Resource Center в Грузии в начале 2019 года, 27 % назвали «Грузинскую мечту» прозападной, 16 % считали её пророссийской, а 41 % считали, что партия поддерживает хорошие отношения как с Западом, так и с Россией. По данным опроса, проведённого американским Международным республиканским институтом в марте 2023 года, 38 % граждан считали внешнюю политику правящей партии прозападной, а 45 % — пророссийской.
Обвинения партии в пророссийской позиции считались некоторыми СМИ стереотипными. С одной стороны, в период вторжения России на Украину в 2022 году Грузия под руководством «Грузинской мечты» отказалась от санкций в отношении России, поставок вооружения Украине и ограничила доступ в страну для российских оппозиционеров и журналистов. Также она обвиняла Запад и Украину в попытках втянуть страну в конфликт с Россией. Премьер-министр Ираклий Гарибашвили заявлял, что Грузия не будет вводить экономические санкции против России, так как это «нанесёт огромный вред стране и населению».
С другой стороны, после 1991 года у Грузии не было с Россией ни одного длительного периода партнёрства из-за того, что Москва не поддерживает прозападный курс, который взял Тбилиси после распада СССР. С 2008 года дипломатические отношения между Россией и Грузией разорваны, власти продолжают курс по евроинтеграции и вступлению в Европейский союз, взятый ещё при президенте Михаиле Саакашвили в 2012 году. Грузинское руководство открыто осуждает российское вторжение, поддерживает территориальную целостность Украины и активно голосует в резолюциях ООН за Украину. Грузия также соблюдала международные ограничения по поставкам в Россию товаров двойного назначения, а её банки прекратили работать с большинством российских.

## Санкции
Санкции против руководителей «Грузинской мечты» в 2024 году ввели ряд стран, в том числе Украина и США, в 2025 году — страны Балтии.